# Brit Nyugat-India az 1960. évi nyári olimpiai játékokon
Brit Nyugat-India színeiben csak az 1960. évi nyári olimpiai játékokon, Rómában vettek részt olimpikonok. Az országot az olimpián 5 sportágban 13 sportoló képviselte, akik összesen 2 érmet szereztek.
Ezen rövid olimpiai történetű nemzet országrészei közül Jamaica, illetve Trinidad és Tobago már független nemzetekként vettek részt a következő, az 1964-es játékokon, míg Barbados csak 1968-ban tért vissza a sportünnepre.

## Érmesek
| Érem  | Versenyző                                                                         | Sportág  | Versenyszám           |
| ----- | --------------------------------------------------------------------------------- | -------- | --------------------- |
| Bronz | George Kerr (JAM)                                                                 | Atlétika | Férfi 800 m           |
| Bronz | George Kerr (JAM) James Wedderburn (BAR) Keith Gardner (JAM) Malcolm Spence (JAM) | Atlétika | Férfi 4 × 400 m váltó |

## Atlétika
Férfi
| Versenyző                                                                         | Versenyszám     | Előfutam | Előfutam | Negyeddöntő | Negyeddöntő | Elődöntő | Elődöntő | Döntő   | Döntő    |
| Versenyző                                                                         | Versenyszám     | Idő      | Hely.    | Idő         | Hely.       | Idő      | Hely.    | Idő     | Helyezés |
| --------------------------------------------------------------------------------- | --------------- | -------- | -------- | ----------- | ----------- | -------- | -------- | ------- | -------- |
| Dennis Johnson (JAM)                                                              | 100 m           | 10,4     | 2.       | 10,4        | 4.          | kiesett  | kiesett  | kiesett | kiesett  |
| Dennis Johnson (JAM)                                                              | 200 m           | 21,2     | 1.       | 21,1        | 3.          | 21,0     | 5.       | kiesett | kiesett  |
| Clifton Bertrand (TRI)                                                            | 200 m           | 21,3     | 3.       | 21,4        | 6.          | kiesett  | kiesett  | kiesett | kiesett  |
| Malcolm Spence (JAM)                                                              | 400 m           | 47,6     | 1.       | 46,9        | 3.          | 46,8     | 5.       | kiesett | kiesett  |
| James Wedderburn (BAR)                                                            | 400 m           | 47,4     | 2.       | 47,0        | 4.          | kiesett  | kiesett  | kiesett | kiesett  |
| George Kerr (JAM)                                                                 | 800 m           | 1:50,9   | 1.       | 1:49,4      | 1.          | 1:47,1   | 1.       | 1:47,1  |          |
| Keith Gardner (JAM)                                                               | 110 m gát       | 14,3     | 1.       | 14,3        | 2.          | 14,2     | 3.       | 14,4    | 5.       |
| Malcolm Spence (JAM) James Wedderburn (BAR) Keith Gardner (JAM) George Kerr (JAM) | 4 × 400 m váltó | 3:09,1   | 1.       |             | 3:09,2      | 2.       | 3:04,0   |         |          |

| Versenyző          | Versenyszám | Selejtező | Selejtező | Döntő    | Döntő    |
| Versenyző          | Versenyszám | Eredmény  | Helyezés  | Eredmény | Helyezés |
| ------------------ | ----------- | --------- | --------- | -------- | -------- |
| Paul Foreman (JAM) | Távolugrás  | 742 cm    | 13.       | 726 cm   | 12.      |

## Kerékpározás

### Országúti kerékpározás
| Versenyző          | Versenyszám   | Idő           | Helyezés      |
| ------------------ | ------------- | ------------- | ------------- |
| Clyde Rimple (TRI) | Mezőnyverseny | nem ért célba | nem ért célba |

### Pálya-kerékpározás
Sprintverseny
| Versenyző          | Versenyszám  | 1. forduló                   | 1. forduló | Vigaszág selejtező      | Vigaszág selejtező | Vigaszág döntő                                         | Vigaszág döntő | Nyolcaddöntő                                   | Nyolcaddöntő | Vigaszág selejtező                                         | Vigaszág selejtező | Vigaszág döntő       | Vigaszág döntő | Negyeddöntő          | Elődöntő             | Döntő                | Helyezés    |
| Versenyző          | Versenyszám  | Ellenfelek Győztes idő       | Hely.      | Ellenfél Győztes idő    | Hely.              | Ellenfelek Győztes idő                                 | Hely.          | Ellenfelek Győztes idő                         | Hely.        | Ellenfelek Győztes idő                                     | Hely.              | Ellenfél Győztes idő | Hely.          | Ellenfél Győztes idő | Ellenfél Győztes idő | Ellenfél Győztes idő | Helyezés    |
| ------------------ | ------------ | ---------------------------- | ---------- | ----------------------- | ------------------ | ------------------------------------------------------ | -------------- | ---------------------------------------------- | ------------ | ---------------------------------------------------------- | ------------------ | -------------------- | -------------- | -------------------- | -------------------- | -------------------- | ----------- |
| Clyde Rimple (TRI) | Férfi egyéni | Sante Gaiardoni (ITA) · 11,7 | 2.         | Paul Nyman (FIN) · 12,5 | 1.                 | Piet van der Touw (NED) · Herbert Francis (USA) · 11,9 | 2.             | Lloyd Binch (GBR) · André Gruchet (FRA) · 11,7 | 3.           | Valentino Gasparella (ITA) · Borisz Vasziljev (URS) · 11,6 | 2.                 | kiesett              | kiesett        | kiesett              | kiesett              | kiesett              | helyezetlen |

Időfutam
| Versenyző          | Versenyszám  | Idő     | Helyezés |
| ------------------ | ------------ | ------- | -------- |
| Clyde Rimple (TRI) | Férfi egyéni | 1:16,08 | 23.      |

## Sportlövészet
Férfi
| Versenyző               | Versenyszám    | Selejtező | Selejtező | Selejtező | Döntő   | Döntő       |
| Versenyző               | Versenyszám    | Csoport   | Pont      | Helyezés  | Pont    | Helyezés    |
| ----------------------- | -------------- | --------- | --------- | --------- | ------- | ----------- |
| Tony Bridge (JAM)       | Szabadpisztoly | B         | 319       | 32.       | kiesett | =60.        |
| Keith De Casseres (JAM) | Szabadpisztoly | A         | feladta   | feladta   | kiesett | helyezetlen |

## Súlyemelés
| Versenyző             | Versenyszám | Nyomás   | Nyomás   | Szakítás | Szakítás | Lökés    | Lökés    | Összesen | Helyezés |
| Versenyző             | Versenyszám | Eredmény | Helyezés | Eredmény | Helyezés | Eredmény | Helyezés | Összesen | Helyezés |
| --------------------- | ----------- | -------- | -------- | -------- | -------- | -------- | -------- | -------- | -------- |
| Grantley Sobers (BAR) | 56 kg       | 97,5     | =4.      | 90,0     | =10.     | 120,0    | =11.     | 307,5    | 10.      |

## Vitorlázás
Nyílt
| Versenyző                               | Versenyszám     | Futam | Futam | Futam | Futam | Futam | Futam | Futam | Pontszám | Helyezés |
| Versenyző                               | Versenyszám     | 1     | 2     | 3     | 4     | 5     | 6     | 7     | Pontszám | Helyezés |
| --------------------------------------- | --------------- | ----- | ----- | ----- | ----- | ----- | ----- | ----- | -------- | -------- |
| Richard Bennett (TRI) Gerald Bird (TRI) | Repülő hollandi | 145   | 145   | 145   | 145   | 101   | 212   | (0)   | 893      | 30.      |

## Éremtáblázatok

### Érmek a nyári olimpiai játékokon
| Olimpia    | Arany | Ezüst | Bronz | Összesen |
| 1960, Róma | 0     | 0     | 2     | 2        |
| Összesen   | 0     | 0     | 2     | 2        |

## Érmek sportáganként

### Érmek a nyári olimpiai játékokon sportáganként
| Brit Nyugat-India érmei a nyári olimpiai játékokon sportáganként | Brit Nyugat-India érmei a nyári olimpiai játékokon sportáganként | Brit Nyugat-India érmei a nyári olimpiai játékokon sportáganként | Brit Nyugat-India érmei a nyári olimpiai játékokon sportáganként | Az olimpiai zászlaja |

| Sportág  | Arany | Ezüst | Bronz | Összesen |
| -------- | ----- | ----- | ----- | -------- |
| Atlétika | 0     | 0     | 2     | 2        |
| Összesen | 0     | 0     | 2     | 2        |